# Planta mecánica de Izhevsk
La planta mecánica de Izhevsk (en ruso: Ижевский Механический Завод, Izhevsky Mekhanicheskiy Zavod), también conocida como IZHMEKH (ИЖМЕХ), fue un importante fabricante de armas de fuego fundado en Izhevsk en 1942 para la producción de armas ligeras. En 2013, se fusionó con la empresa Izhmash para formar la Corporación Kalashnikov.

## Historia
La planta mecánica de Izhevsk fue una de las principales fábricas responsables de la producción de los rifles Mosin-Nagant y SVT-40 durante la Segunda Guerra Mundial, utilizados como armas estándar por las tropas soviéticas.
Tras el final de la guerra, la planta continuó fabricando armas de fuego, tanto para aplicaciones militares, como las pistolas Makarov, como para la caza. Posteriormente, amplió su producción a armas de alta tecnología y maquinaria civil.
En 1948, la planta inició la producción de las pistolas Margolin, y en 1956, comenzó a fabricar los cañones combinados IZh-56.
Desde 1960, Izhmekh ha exportado escopetas de caza bajo la marca comercial "Baikal". El primer modelo en comercializarse internacionalmente fue el IZh-54. En 1973, inició la producción de la pistola PSM, seguida en 1978 por las pistolas IZh-35.
En 1982, fabricó una pequeña cantidad de escopetas de dos cañones IZh-41. Durante los años 80, comenzó la producción de pistolas de aire comprimido como la IZh-38 y la IZh-40, y desde 1989, la IZh-46.
Tras la disolución de la Unión Soviética, la planta amplió significativamente su gama de productos civiles, aunque las armas de fuego siguieron siendo su principal actividad. En 1993, comenzó a producir la pistola de gas IZh-76, el primer modelo de este tipo fabricado en la Federación de Rusia, así como las escopetas IZh-81 e IZh-94. En 2002, introdujo las pistolas MP-461 y, en 2004, las pistolas Makarych.
En enero de 2004, se firmó un contrato con Remington Arms para exportar las armas de la marca Baikal a Estados Unidos. Bajo esta colaboración, los modelos IZh-18MN, IZh-94, IZh-18, IZh-43-1S, IZh-43, IZh-27 y MP-153 se comercializaron como Remington Spartan o SPR, dependiendo del modelo.
En 2008, la planta produjo pistolas de 9 mm como las MP-443 Grach y MP-446 Viking, además de pistolas de gas, pistolas de bengalas, rifles y varios modelos de escopetas de caza. En 2010, inició la producción de pistolas MP-353.
El 13 de agosto de 2013, las plantas Izhmash e Izhevsk se fusionaron formalmente para formar el Kalashnikov Concern.

## Literatura
- Н. А. Мокшин. Во имя Победы. 2-е изд. Ижевск, 1975.